# Skydning under sommer-OL 2020 - Trap (damer)
Trapskydning for damer, der er en del af Skydning under Sommer-OL 2020 finder sted den 29. juli - 30. juli 2020 i Asaka Shooting Range, Saitama.

## Turneringsformat
Konkurrencen bliver indledt med en kvalifikationsrunde, hvor de 29 kvalificerede deltagere skal afvikle 125 skud (i fem forskellige positioner). Skuddene er inddelt i 5 gange 25 skud og afvikles i grupper af seks skytter på banen ad gangen. Efter hvert skud roteres der, således at hver skytte kommer til at skyde på næste position. Skytten der senest har skudt på position 5, stiller sig bag ved position 1 og afventer, at denne position bliver fri. I trap skydes der altid kun mod én lerdue ad gangen og hver nedskudt lerdue er ét point. I kvalifikationen kan der skydes to skud mod hver lerdue. Herefter går de seks bedste til finalen, hvor alle skytter starter fra nul point.  
Finalen bliver afviklet som elimineringsrunder således, at medaljerne til sidst bliver afgjort af de tre sidste tilbageværende i konkurrencen og guldmedaljen bliver afgjort i en duel mellem de to sidste tilbageværende i konkurrencen. Finalen bliver skudt over 50 skud og i finalen må der kun skydes ét skud mod hver lerdue. Alle seks finalister skyder de første fem runder á fem skud, således at første eliminering sker efter 25 skud. Herefter elimineres skytterne efter hver runde á fem skud. Elimineringen fortsætter indtil guldmedaljevinderen er fundet efter der 50. skud . 

## Tidsplan
Nedenstående tabel viser tidsplanen for afvikling af konkurrencen:
| Dato     | Tid   | Runde         |
| -------- | ----- | ------------- |
| 29. juli | 09:00 | Kvalifikation |
| 30. juli | 09:00 | Kvalifikation |
| 30. juli | TBD   | Finale        |

## Deltagere
| Kvalificeret                    | Nation                    | Udøver |
| ------------------------------- | ------------------------- | ------ |
| 2018 VM                         | Slovakiet                 |        |
| 2018 VM                         | Kina                      |        |
| 2018 VM                         | Italien                   |        |
| 2018 VM                         | Australien                |        |
| 2018 Amerikansk mesterskab      | USA                       |        |
| 2018 Amerikansk mesterskab      | Guatemala                 |        |
| 2019 ISSF World Cup # 2         | Italien                   |        |
| 2019 ISSF World Cup # 2         | Kina                      |        |
| 2019 ISSF World Cup # 3         | Frankrig                  |        |
| 2019 ISSF World Cup # 3         | Storbritannien            |        |
| 2019 ISSF World Cup # 5         | USA                       |        |
| 2019 ISSF World Cup # 5         | Frankrig                  |        |
| 2019 European Games             | Spanien                   |        |
| 2019 Pan American Games         | Mexico                    |        |
| 2019 Pan American Games         | Guatemala                 |        |
| 2019 ISSF World Cup # 7         | Australien                |        |
| 2019 ISSF World Cup # 7         | Finland                   |        |
| 2019 Afrikanske mesterskaber    | Egypten                   |        |
| 2019 Europæiske mesterskaber    | Ruslands Olympiske Komité |        |
| 2019 Europæiske mesterskaber    | San Marino                |        |
| 2019 Oceaniske mesterskaber     | New Zealand               |        |
| 2019 Asiatiske mesterskaber     | Libanon                   |        |
| 2019 Asiatiske mesterskaber     | Kasakhstan                |        |
| 2019 Asiatiske mesterskaber     | Japan                     |        |
| 2020 Europæiske mesterskaber    |                           |        |
| ISSF olympiske verdensrangliste |                           |        |
| Tripartite                      |                           |        |
| Tripartite                      |                           |        |
| IOC Re-allokation               |                           |        |

## Resultater

### Kvalifikation
| Placering | Skytte                   | Land                      | 1  | 2  | 3  | 4  | 5  | Total | Kommentar |
| --------- | ------------------------ | ------------------------- | -- | -- | -- | -- | -- | ----- | --------- |
| 1         | Zuzana Rehák-Štefečeková | Slovakiet                 | 25 | 25 | 25 | 25 | 25 | 125   | Q, WR, OR |
| 2         | Alessandra Perilli       | San Marino                | 24 | 25 | 25 | 24 | 24 | 122   | Q         |
| 3         | Silvana Stanco           | Italien                   | 24 | 25 | 25 | 23 | 24 | 121+3 | Q         |
| 4         | Laetisha Scanlan         | Australien                | 24 | 25 | 24 | 23 | 25 | 121+2 | Q         |
| 5         | Penny Smith              | Australien                | 23 | 24 | 25 | 24 | 24 | 120+2 | Q         |
| 6         | Kayle Browning           | USA                       | 23 | 24 | 24 | 24 | 25 | 120+1 | Q         |
| 7         | Madelynn Bernau          | USA                       | 24 | 25 | 22 | 24 | 24 | 119   |           |
| 8         | Jessica Rossi            | Italien                   | 25 | 23 | 24 | 23 | 24 | 119   |           |
| 9         | Sandra Bernal            | Polen                     | 24 | 23 | 22 | 24 | 25 | 118   |           |
| 10        | Natalie Rooney           | New Zealand               | 23 | 23 | 23 | 23 | 25 | 117   |           |
| 11        | Wang Xiaojing            | Kina                      | 22 | 24 | 23 | 24 | 24 | 117   |           |
| 12        | Carole Cormenier         | Frankrig                  | 25 | 23 | 24 | 23 | 22 | 117   |           |
| 13        | Alejandra Ramírez        | Mexico                    | 22 | 23 | 25 | 21 | 25 | 116   |           |
| 14        | Fátima Gálvez            | Spanien                   | 22 | 24 | 22 | 25 | 23 | 116   |           |
| 15        | Daria Semianova          | Ruslands Olympiske Komité | 22 | 24 | 24 | 23 | 23 | 116   |           |
| 16        | Kirsty Hegarty           | Storbritannien            | 24 | 24 | 23 | 22 | 23 | 116   |           |
| 17        | Ekaterina Subbotina      | Ruslands Olympiske Komité | 24 | 24 | 25 | 20 | 23 | 116   |           |
| 18        | Deng Weiyun              | Kina                      | 21 | 25 | 23 | 22 | 24 | 115   |           |
| 19        | Yukie Nakayama           | Japan                     | 21 | 24 | 22 | 25 | 23 | 115   |           |
| 20        | Selin Ali                | Bulgarien                 | 22 | 24 | 23 | 24 | 22 | 115   |           |
| 21        | Ray Bassil               | Libanon                   | 24 | 20 | 23 | 24 | 23 | 114   |           |
| 22        | Maggy Ashmawy            | Egypten                   | 19 | 24 | 24 | 22 | 24 | 113   |           |
| 23        | Ana Waleska Soto         | Guatemala                 | 21 | 23 | 23 | 23 | 23 | 113   |           |
| 24        | Satu Mäkelä-Nummela      | Finland                   | 23 | 23 | 24 | 21 | 22 | 113   |           |
| 25        | Mélanie Couzy            | Frankrig                  | 22 | 22 | 22 | 22 | 22 | 110   |           |
| 26        | Adriana Ruano            | Guatemala                 | 23 | 21 | 22 | 23 | 21 | 110   |           |

### Finale
| Placering                        | Skytte                         | Serie 1 | Serie 2 | Serie 3 | Serie 4 | Serie 5 | Serie 6 | Noter |
| -------------------------------- | ------------------------------ | ------- | ------- | ------- | ------- | ------- | ------- | ----- |
| 1                                | Zuzana Rehák-Štefečeková (SVK) | 21      | 25      | 30      | 34      | 38      | 43      | OR    |
| 2. plads, sølvmedaljemodtager(e) | Kayle Browning (USA)           | 20      | 24      | 29      | 34      | 37      | 42      |       |
| 3                                | Alessandra Perilli (SMR)       | 19      | 23      | 26      | 29      |         |         |       |
| 4                                | Laetisha Scanlan (AUS)         | 19      | 24      | 26      |         |         |         |       |
| 5                                | Silvana Stanco (ITA)           | 17      | 22      |         |         |         |         |       |
| 6                                | Penny Smith (AUS)              | 13      |         |         |         |         |         |       |

## Medaljefordeling
| Medaljetagere                           | Medaljetagere        | Medaljetagere                   | Medaljetagere |
| --------------------------------------- | -------------------- | ------------------------------- | ------------- |
| Guld                                    | Sølv                 | Bronze                          |               |
| Zuzana Rehák-Štefečeková · Slovakiet OR | Kayle Browning · USA | Alessandra Perilli · San Marino |               |